# 海面温度

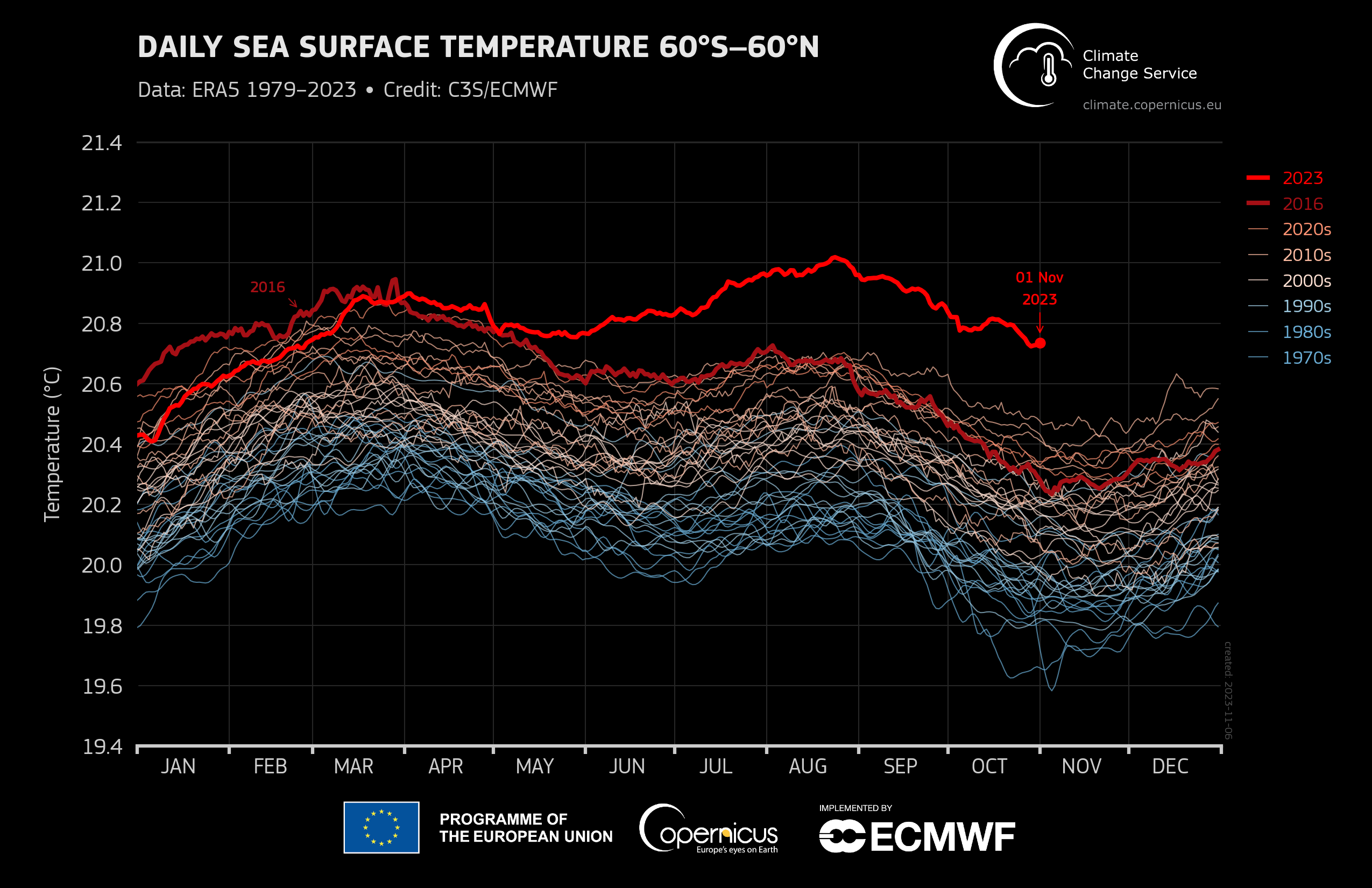
於1979年至2023年期間的地球每月海洋表面溫度（介於於南緯60度與北緯60度之間）線圖，不同年代以不同顏色表示。最久遠年代為藍色，中間年代為白色，最近年代為紅色。

海洋表面溫度（英語：Sea surface temperature，簡稱SST，也可以Ocean surface temperature表達），是海洋接近表面部分的溫度。所謂表面的確切含義根據我們測量方式而有所不同，介於至海面以下1毫米（0.04英寸）至20米（70英尺）之間。海洋表面溫度可將海岸附近大氣層中的氣團大幅改變。在冷氣團內的暖水體，其下風處的雨帶可形成局部大雪。溫暖的SST會發展並強化成海上的氣旋。專家將此過程稱為熱帶氣旋形成。熱帶氣旋經過後會留下一片冷水區域（稱為cool wake），這是由於海洋上層30米（100英尺）發生湍流混合所造成。SST會在白天發生變化，如同位於其上的空氣，但程度比空氣的變化輕微。SST於有風的日子裡，其變化比無風的日子小。如大西洋多年代際振盪等的洋流可影響SST長達數十年。溫鹽環流對世界大部分海洋的平均SST會有重大影響。
沿海的SST會導致近海風發生，而產生上升流，造成附近陸地顯著變冷或變暖，但大陸棚上較淺的水域通常會變得較溫暖。即使在上升流相當恆定的海域，例如南美洲西北海岸，陸上風也會導致相當大的氣溫上升。SST的數值在數值天氣預報中非常重要，因為它會影響到其上方的大氣，導致例如海陸風和海霧的形成。這些SST數值也會用於校準氣象衛星的測量結果。
由於氣候變化導致全球變暖，平均SST非常可能（very likely）在1850年至1900年期間平均和2011年至2020年期間平均上升0.88°C，其中大部分升溫（0.60°C）發生在1980年至2020年期間。:1228由氣候變化產生的多餘熱量，其中約92%由海洋吸收，但海洋溫度的上升速度慢於地表的氣溫上升。

## 定義

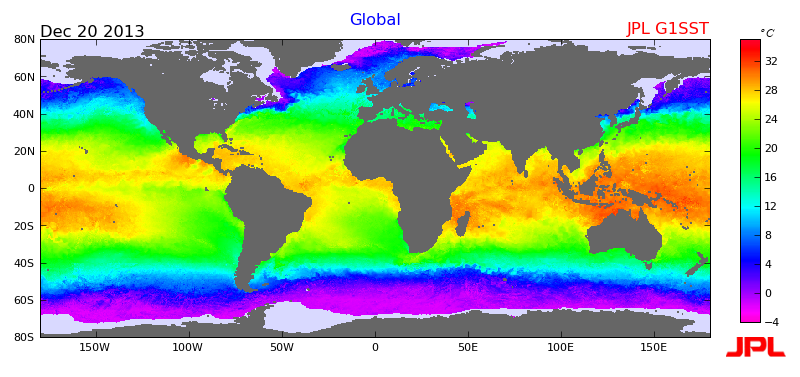
由區域海洋建模系統產生的世界海洋表面溫度圖，近赤道區域的溫度較高，鄰近兩邊極地區域的溫度較低（本圖的日期為2013年12月20日，解析度為1公里，屬非常高解析度）。

海洋表面溫度（SST）是接近海洋表面的海水溫度。表面的確切含義根據所使用的測量方法而有不同，範圍在海面以下1毫米（0.04英寸）至20米（70英尺）之間。
IPCC提出的海洋SST定義並未具體規定深度，而是將重點置於測量技術：SST是“海洋頂部幾米的次表層整體溫度，由船舶、浮標和漂流浮標測量而得。[ ...]同時也使用紅外線衛星測量表層溫度（最上層，少於一毫米厚度）或使用微波測量的表層厘米左右厚度，但必須進行調整以與整體溫度相容。”:2248
低於這一層的海水溫度稱為海洋溫度或是較深海洋溫度。海洋溫度（低於海洋表面20米以上）也會因地區和時間而有差異，並導致海洋熱含量和海洋分層發生變化。.海洋表面溫度和深層海洋溫度的升高是導致氣候變化對海洋的影響的重要因素。.

### “海洋表面”包含的範圍
海洋表面與其下的海洋會受到表層水和深層水之間混合的影響。這又取決於溫度：在熱帶地區，深度約達100米內的溫暖海水經常維持穩定狀態，不會與更深的海水作太多混合，而在南北兩極地附近，冬季降溫和風暴導致海洋表面的海水更為稠密，因而下沉，與更深的海水混合，並於夏季再次分層。這是海洋表面無法單純以單一深度界定的原因。海洋的透光帶通常約可達100米，且與受熱的海洋表面有關。在遠洋帶中，透光帶的深度可達約200米。

## 變異和變化

### 局部變異
SST與其上方的大氣層一樣，具有晝夜循環的變化範圍，但由於其容積熱容的慣性較大，變動程度較輕。在平靜的日子裡，高低溫差範圍為6°C (10°F)。海洋深處的溫度每下降10米（33英尺）會滯後地球大氣溫度變化15天，表示在鹹海等地點，其底部附近的溫度在12月會達到最高溫度，而在5月和6月會達到最低溫度。在海岸線附近，一些近海風和沿岸風（longshore winds）會將近海表面的溫暖海水移動，並以其下較冷的海水取代，這個過程稱為艾克曼移動。這種海水移動模式通常會為當地海洋生物增加養分，對一些附近有特別富含養分的底層水域的地區會產生深遠的影響。在河口三角洲附近的近海，淡水流過密度較大的海水頂層，由於淡水與海水無大量垂直混合，會讓淡水加熱更快。利用遙感技術測量SST，可偵測熱帶氣旋造成的表面溫度特徵。一般來說，氣旋過後可觀測到海洋表面溫度下降，主要是由於海水混合效應加深，與表面熱損失的結果。在撒哈拉沙塵暴發生及持續幾天後，鄰近的北大西洋SST會降低0.2至0.4°C（0.3至0.7°F）。會導致SST短期波動的其他因素包括有溫帶氣旋、冰河淡水快速流入以及季節性週期或農業徑流導致的浮游植物集體藻華，有降低SST的作用。
自1950年以來，熱帶海洋變暖速度快於其他地區，其中熱帶印度洋、西太平洋和副熱帶環流西邊界洋流的變暖速度最快。但東太平洋、副熱帶北大西洋和南大洋的暖化速度慢於全球平均水平，或是自20世紀50年代以來還發生溫度下降情事。

#### 大西洋多年代際振盪
大西洋多年代際振盪（AMO）是北大西洋SST和北半球氣候的重要驅動因素，但科學界對控制AMO變化的機制仍知之甚少。大氣內部變異、海洋環流變化或人為驅動因素可能控制與AMO相關的多年代際溫度變化。北大西洋SST的此類變化可能會影響北太平洋副熱帶的風，並導致西太平洋SST升高。

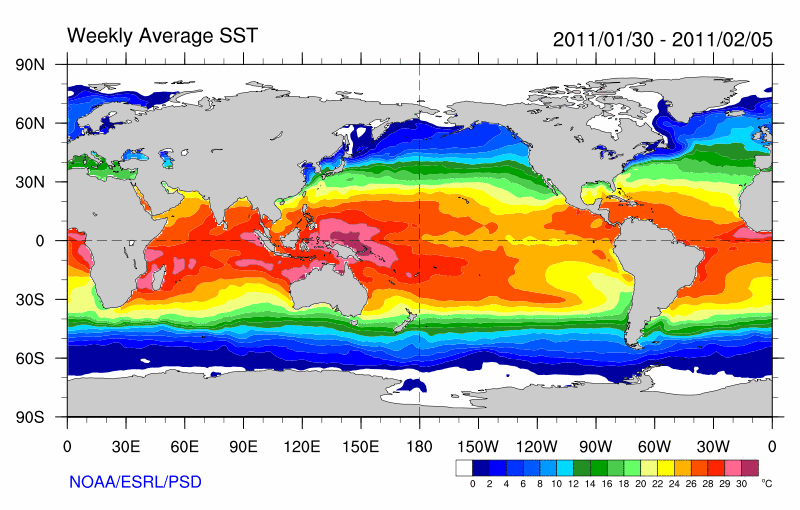
於2011年2月第一週的週平均SST（於聖嬰現象期間）。

### 地區差異

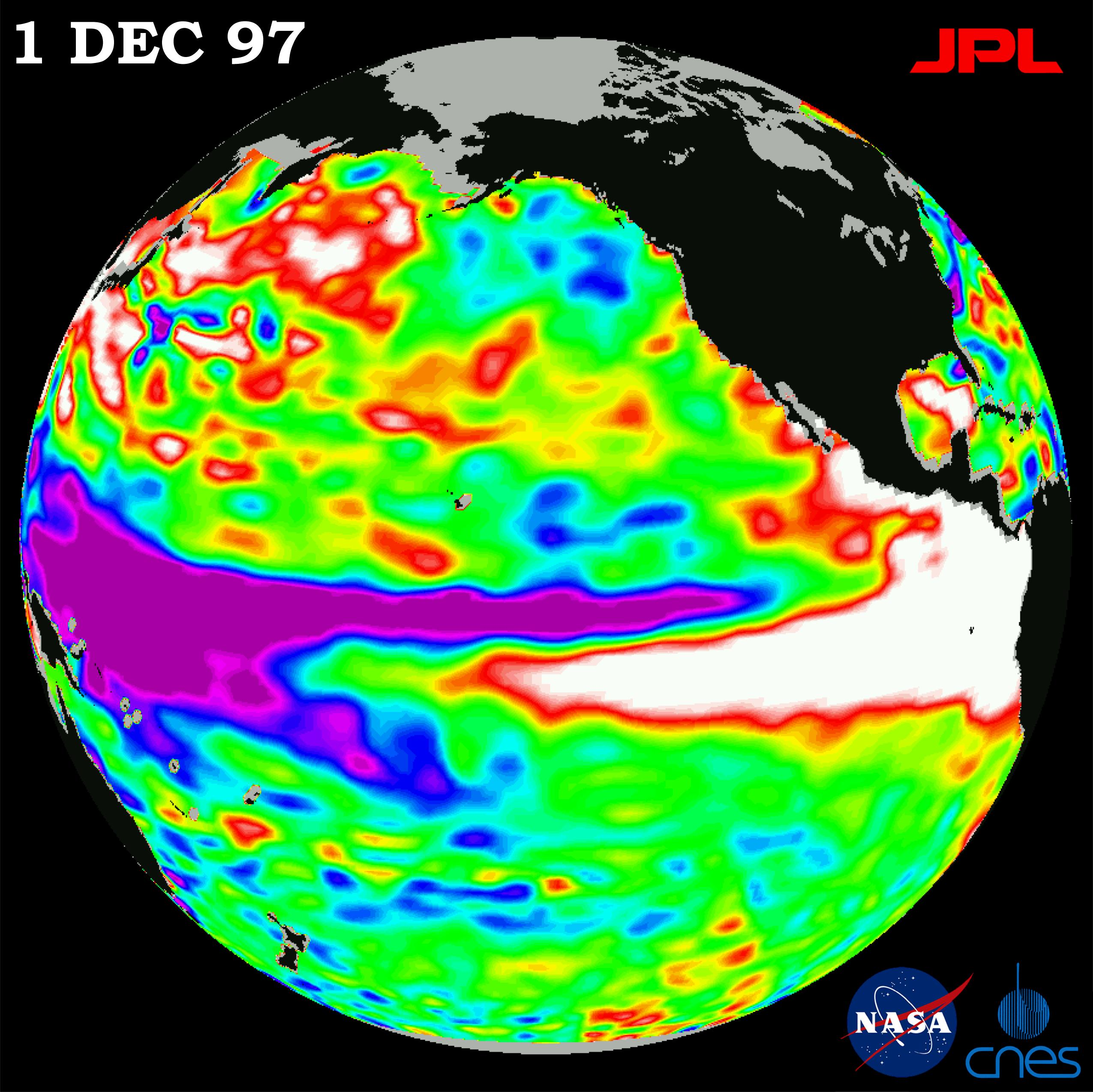
由TOPEX/Poseidon衛星觀測到的1997年的聖嬰現象。於南美洲及北美洲間太平洋中白色區域，顯示這塊區域有較高的SST。

聖嬰現象指的是太平洋SST與平均值相比有長期差異。公認的定義是中東部熱帶太平洋平均變暖或變冷程度至少達到0.5°C (0.9°F)的程度。通常這種異常現象每隔2-7年，以不規則方式發生一次，每次持續9個月到兩年。平均週期長度為5年。當這種變暖或變冷僅發生7到9個月時，會被歸類為聖嬰/反聖嬰“狀況（conditions）”，當發生的時段超過平均長度時，會被歸類為聖嬰/反聖嬰“事件（Episodes）”。
聖嬰現象在SST的表現是溫暖海水從西太平洋和印度洋向東太平洋擴散，雨水也隨之移動，導致西太平洋地區發生大面積乾旱現象，而通常乾燥的東太平洋則出現降雨。聖嬰現象帶來缺乏養分的熱帶海水在赤道洋流向東流動的過程中被加熱，取代寒冷且攜帶豐富養分的秘魯涼流。當聖嬰現象持續數月時，廣泛的海洋變暖和由東往西吹的信風會降低，而限制養分豐富的深層冷水上湧，結果會對具出口導向的當地漁業活動產生嚴重的影響。
有科學家預測熱帶太平洋將在百年時間尺度上會過渡到類似於聖嬰現象的模式（中等置信度），但對熱帶太平洋SST預測仍存在很高的不確定性，因為很難在氣候模型中捕捉到聖嬰現象的變異。

於陸地上空的大氣溫度升高速度會快於位於海洋表面上空的。

### 最近由氣候變化導致的溫度升高

全球SST自1990年起開始上升（同時顯示有年均線，以及5年平均線，相對於1951年至1980年期間平均溫度）。

總體上，科學家預測到2050年所有海洋都將變暖，但電腦模擬中對北大西洋亞極地區域、赤道太平洋和南大洋SST變化的預測存在分歧。在最溫和的溫室氣體排放情景下，從1995年至2014年期間的平均到2081年至2100年期間的平均，兩者SST間增幅為0.86°C，在最嚴重的排放情景下最高可達2.89°C。

## 測量

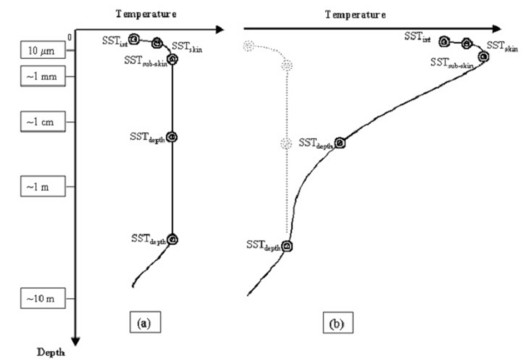
於不同海洋深度的SST狀況：（a）為夜間，及（b）為日間。

目前已有多種測量此SST數值的技術，不同技術會產生不同的結果，因為實際上已測量到不同的。採用遠離實體海面測量的方式都會附有具體測量深度作為參考。這是因為在不同深度進行測量之間存在顯著差異，特別是在白天，低風速和高日照條件可能導致海洋表面形成暖層和強烈的垂直溫度梯度（晝夜溫躍層）。測量SST僅限於海洋的頂層，即近海洋表層。

### 溫度計
SST是科學界最早測量的海洋變數之一。於十八世紀末，美國政治家及科學家班傑明·富蘭克林在美國和歐洲之間旅行時，透過在船上懸掛一個水銀溫度計對墨西哥灣暖流進行溫度測量。他後來改將溫度計浸入一桶從海面手動取得的海水來測量。首次用於確定SST的自動化技術於1963年開始，透過測量大型船舶進水口的水溫來達成。由於船舶機艙的熱量，這些觀測值存在約0.6°C (1°F) 的溫度偏差。
固定氣象浮標用於測量3米（9.8英尺）深度的水溫。於過去130年來，由於人類採用不同的測量方式，所得SST的結果存在不一致的情況。在十九世紀，是於船上從海中取水進行。但由於使用不同材料的桶，所得溫度略有變化。使用木桶或不隔熱的帆布桶採水，帆布桶內的水會比木桶內的冷卻得較快。 1940年至1941年期間測量溫度突然發生變化，是由未予記錄的採水程序變更所造成 - 由於當時於夜間打燈在船舷邊採水以進測量會過於危險，而改在引擎進氣口附近採集所導致。
世界各地使用許多不同的漂流式測溫浮標，各有不同設計，其上溫度感測器的裝設位置也各不相同，測量結果經無線發送到人造衛星，以進行自動和即時的數據分發。於美國水域設置的大型沿海浮標網路由國家資料浮標中心 (NDBC) 管理。科學界在1985年至1994年期間在赤道太平洋上部署大量固定浮標和漂流浮標，用於監視和預測聖嬰現象。

### 氣象衛星

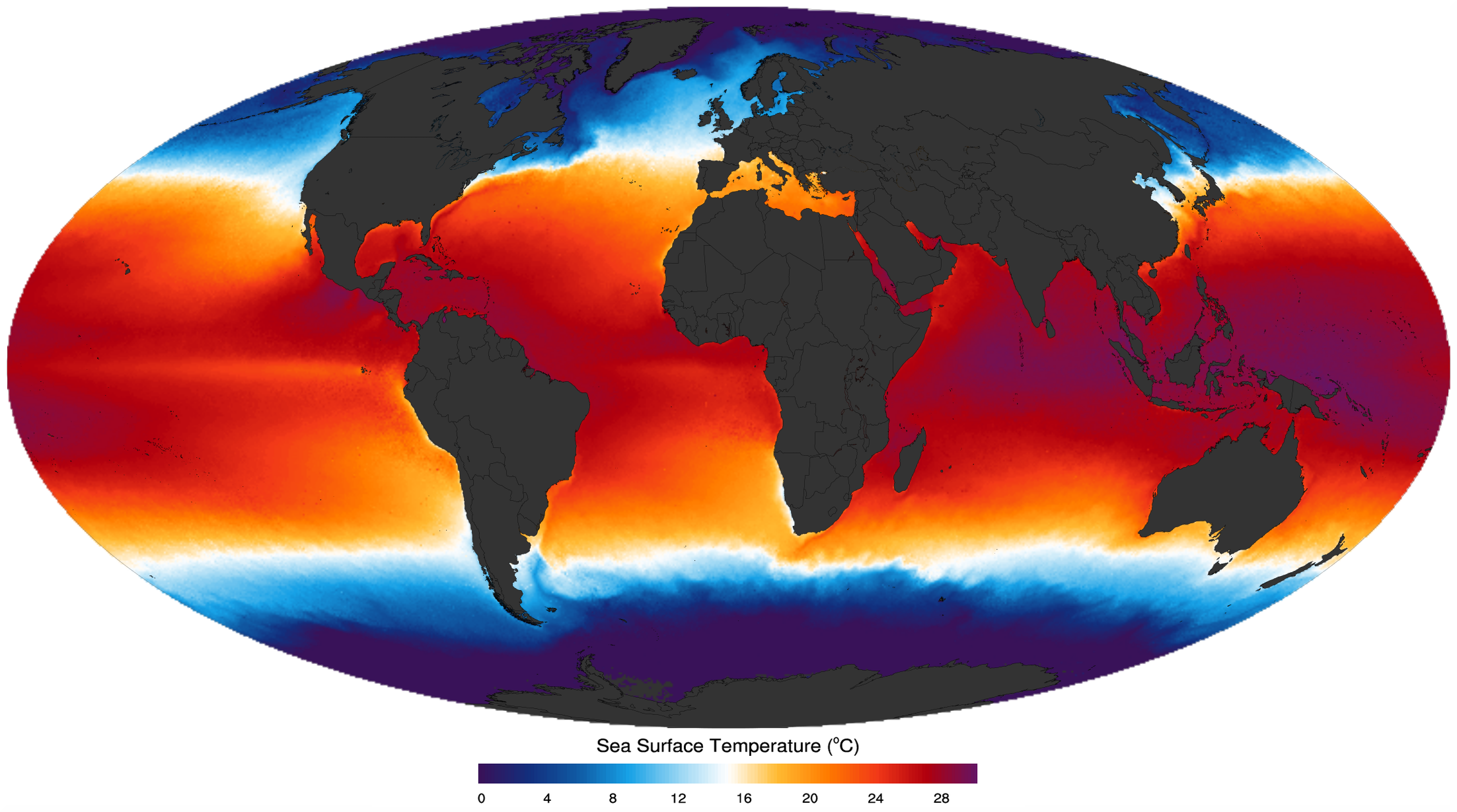
經由中解析度成像分光輻射計（MODIS）測得的2003年至2011年的SST資料。

科學界自1967年以來已使用氣象衛星來取得SST訊息，並於1970年創建全球首批SST的全球組合圖像（Global composite，由多個衛星數據合成的單個圖像）。自1982年起，有越來越多的衛星用於測量SST，並得以觀察其在空間和時間上的變化。衛星測量SST的結果與原位測量的結果相當一致。衛星測量是透過感測電磁波譜紅外線部分或波譜其他部分內兩個或多個輻射波長，根據經驗將這些輻射波長與SST連結。選擇這些波長是因為：
1. 這些波長均在預期的地球黑體輻射峰值範圍內，[37]及
2. 這些波長能透過大氣完整傳輸[38]

衛星測量的SST提供海洋的天氣尺度氣象圖和同一區域的短期高頻率重複視圖，讓研究者得以檢查整個海洋盆地的上層動力學，這是利用船舶或浮標無法達成的。NASA的中解析度成像分光輻射計 (MODIS) SST衛星自2000年起即持續提供全球SST數據，數據僅會滯後實際發生日一日。 美國國家海洋暨大氣總署（NOAA）發射的GOES（地球靜止軌道衛星）在西半球上空保持靜止狀態，能持續每小時提供SST數據，遲滯時間僅有數小時。
透過衛星取得SST絕對數值存在一些困難。首先是採紅外線遙感方法時，輻射從海洋的頂“層”（大約是頂部0.01毫米或更薄）發出，可能無法代表海洋上層一米深度的整體溫度，主要是由於白天太陽表面加熱的影響、反射輻射，以及可能的熱損失和表面蒸發的結果。這些因素使得將衛星取得的資料與採用浮標或船上方法測得的結果進行比較會有些困難，而讓取得正確資料變得複雜。其次是衛星無法穿透雲層，因此在多雲區域內會產生SST的溫度偏差。然而目前被動微波技術可穿透雲層，準確測量SST。在氣象衛星探測的大氣探測器通道（atmospheric sounder channels）中，其峰值正好在海洋表面上方，了解SST對於校準非常重要。

## 對地球大氣層的重要性

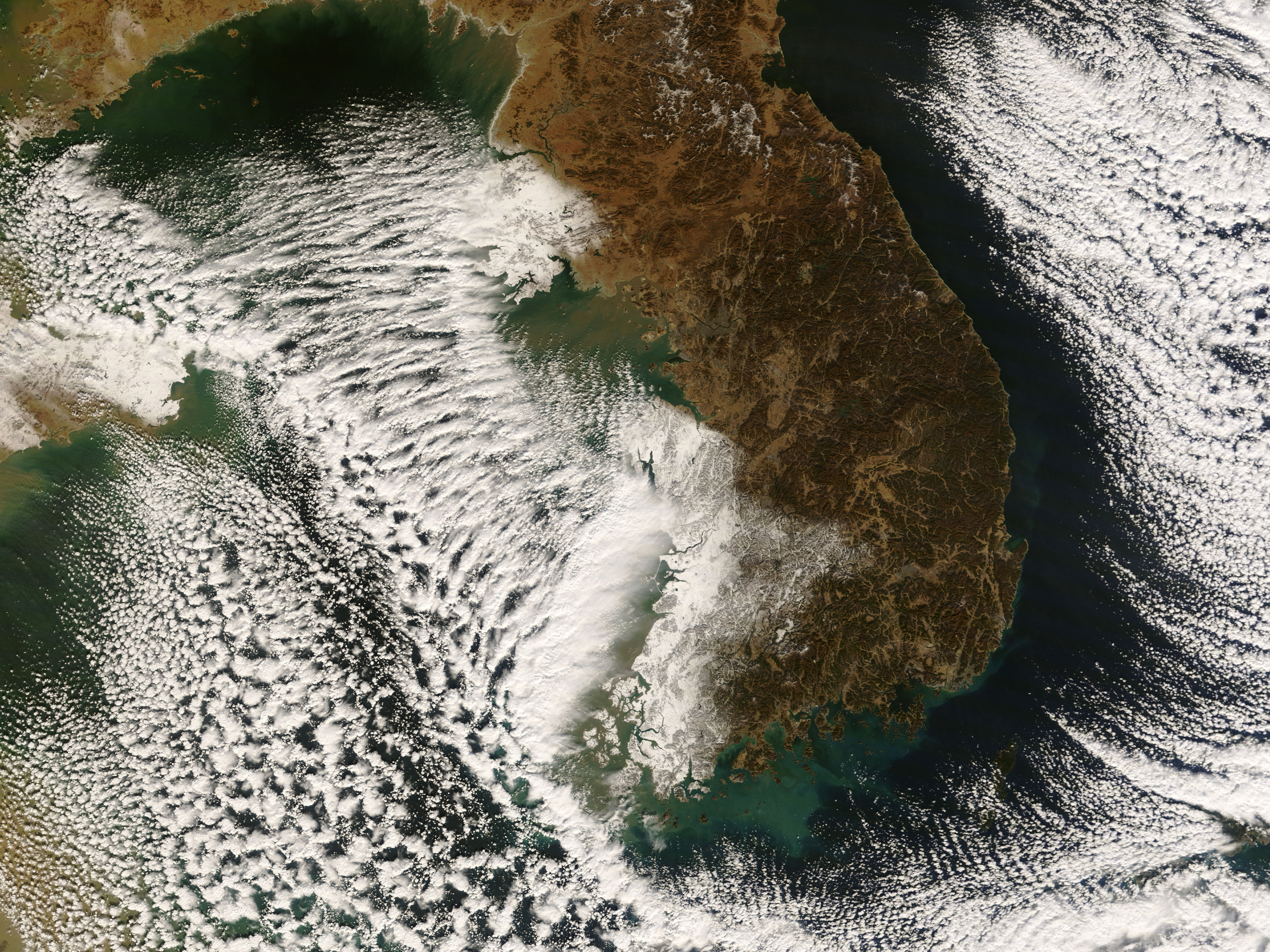
大湖效應雪帶（2008年12月初，於朝鮮半島）。

SST會影響大氣層的行為，因此將SST作為大氣模型中的初始值非常重要。雖然海面溫度對於產生熱帶氣旋很重要，但也對海霧和海陸風的形成很重要。來自溫暖水域底層的熱量可將上方35公里（22英里）至40公里（25英里）的高度內的氣團顯著改變。例如在北半球西南部的溫帶氣旋，採彎曲行進路線的氣旋流將冷空氣帶過相對溫暖的水體，而會將雨帶轉變為狹窄的大湖效應（降雪，或是類似的海洋效應）。這些氣流會帶來強烈的局部降水，通常以雪的形式出現，因為湖泊等大型水體可有效儲存熱量，導致水面和上方空氣之間存在顯著的溫差（大於13°C (23°F)）。由於這種溫差，熱和濕氣向上輸送，凝結成垂直方向的雲，而造成陣雪。溫度因高度和雲層厚度而降低，溫度隨高度越高，雲層越厚而更為下降，降水量也越大。

### 熱帶氣旋

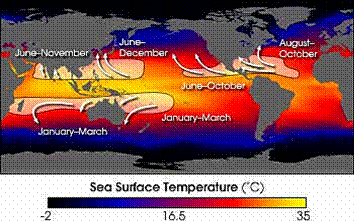
美國國家氣象局所屬的氣象預報中心製作的全球熱帶氣旋活動圖（於2009年上傳）。

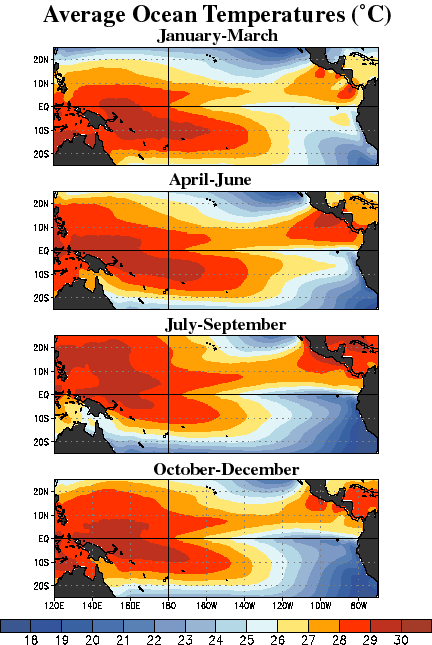
熱帶太平洋地區的平均SST，當時聖嬰-南方振盪現象導致正常溫暖SST出現，而在冬季，於中美洲有明顯的山地高速氣流出現。

在至少50米深度內具有至少26.5°C (79.7°F) 的SST是產生熱帶氣旋（一種內消旋旋風）的前兆之一。這類溫暖的海水能持續提供熱帶氣旋所需的能量（或稱“燃料”）。其溫度遠高於全球長期平均SST的16.1°C (60.9°F)。然而這條件只能被視為一種一般基線，同時假設發生氣旋區域的周圍大氣環境呈現的是平均條件。當SST略低於該標準溫度（26.5°C (79.7°F)）時，熱帶氣旋仍有增強的機會。
已知即使於正常條件沒被滿足時，熱帶氣旋也會形成。例如在較高海拔（例如在大氣壓力500帕斯卡水平，即位於5.9公里高度）的較冷空氣溫度會導致在較低SST時也會形成熱帶氣旋，因為需要一定的氣溫垂直遞減率來導致大氣不穩定到可進行對流的程度。在潮濕的大氣中，遞減率為每上升一公里會降低6.5°C，而在相對濕度低於100%的大氣中，遞減率為每上升一公里須達到降低9.8°C（9.8°C/km）才有形成對流的可能。
熱帶地區上空達到500帕斯卡水平時，其平均氣溫為-7°C (18°F)，但熱帶地區的空氣在這種高度通常是乾燥的，此時為濕球溫度提供空間，或者在潮濕時冷卻，達到更有利的溫度，才有機會產生對流。如果SST為26.5°C (79.7°F)，熱帶大氣中500帕斯卡的濕球溫度需要達到-13.2°C (8.2°F) 才能啟動對流，並且溫度要按比例增加或減少（在500帕斯卡水平每變化1°C，SST也要變化1°C）。在發生冷氣旋的情況，在500帕斯卡水平的溫度可降至-30°C (-22°F)，即使在最乾燥的大氣中也會引發對流。
這也可解釋為何對流層中層的濕度（大約500帕斯卡水平）通常是引發氣旋生成的必要條件。但當在相同高度有乾燥空氣時，在500帕斯卡水平的溫度需要更低，乾燥大氣比潮濕大氣需要更大的氣溫垂直遞減率才能導致對流發生。在對流層頂附近的高度，30年平均氣溫 (在1961年至1990年期間所測量的結果) 為-77 °C (-132°F)。於2005年大西洋颶風季末期出現的2005年颶風艾普塞朗是熱帶氣旋在較冷水域發生的其中一例。

## 外部連結
- NOAA OceanView Blended SST and animated Surface Currents （页面存档备份，存于）
- Global map of current sea surface temperatures （页面存档备份，存于）
- Global map of current sea surface temperature anomalies （页面存档备份，存于）
- SQUAM （页面存档备份，存于）, SST Quality Monitor (A near real-time Global QC Tool for monitoring time-series stability & cross-platform consistency of satellite SST)
- iQuam （页面存档备份，存于）, in situ SST Quality Monitor (A near real-time quality control & monitoring system for in situ SST measured by ships and buoys)
- MICROS （页面存档备份，存于）, Monitoring of IR Clear-sky Radiances over Oceans for SST

Template:Include-NOAA
Template:Earth-based meteorological observation